# 西風龍屬
西风龙（属名：Zephyrosaurus，意为“西风蜥蜴”）是山奔龙亚科鸟臀目恐龙的一个属，生存于大约1.13亿年前的北美洲，由汉斯·苏伊士于1980年根据美国蒙大拿州卡本县早白垩世（阿普第阶至阿尔布阶）克洛夫利组发现的部分颅骨及颅后骨骼碎片所命名。新材料正在准备描述，马里兰州和弗吉尼亚州发现的脚印也被归入类似西风龙的动物。

## 发现历史

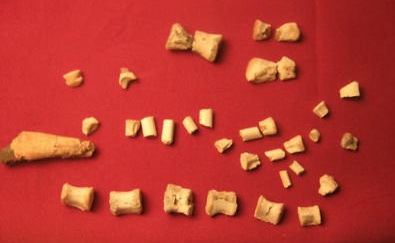
零碎的幼龙标本

汉斯·戴尔特·苏伊士（Hans-Dieter Sues）在鉴别查尔斯·斯卡弗（Charles R. Schaff）于北美西部发现的化石之后将其命名为新属西风龙。正模标本MCZ 4392由颌骨碎片、脑壳及相关骨骼、几节部分椎骨和肋骨碎片组成。他发现这个新属代表棱齿龙科（目前视为非天然分类单元）未知谱系，在某些方面与棱齿龙相似。
由于正模标本非常零散且缺乏额外遗骸，直到最近，当两个不同事件使其得到更多认可时，西风龙才引起人们的关注。首先，库特在2003年摘要中报告了山姆诺布尔俄克拉荷马自然历史博物馆正在研究的西风龙新遗骸，其中包括至少七具个体且含有身体各部位骨骼。
随后，斯坦福等人（2004年）发表一篇论文，将马里兰州和弗吉尼亚州帕塔克森组的恐龙足迹命名为马里兰棱齿龙足迹（Hypsiloichnus marylandicus），并根据手脚比例将其归入类似西风龙的动物。

## 描述

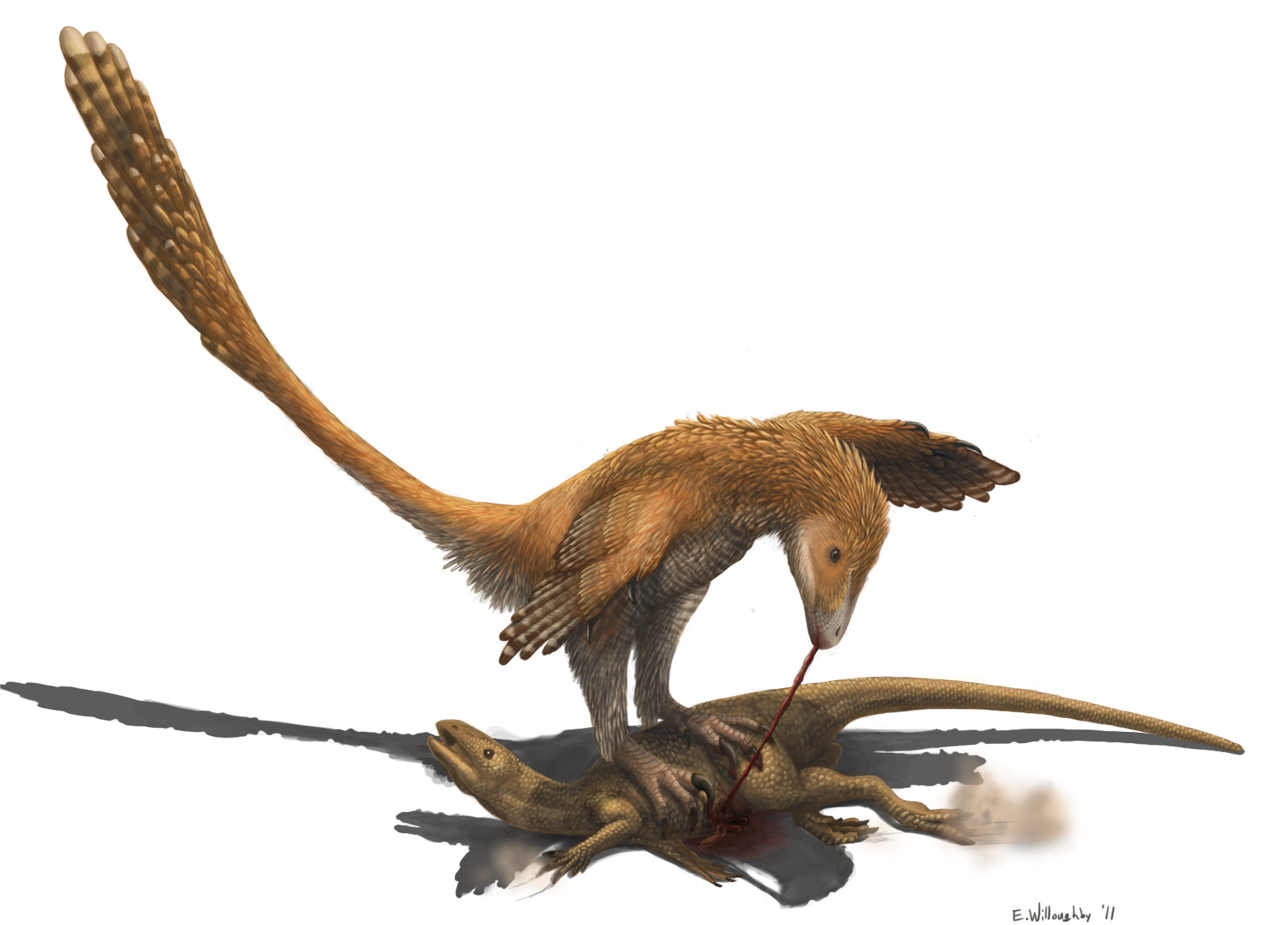
恐爪龙捕猎西风龙的复原图

目前对该属的了解还很不全面。除其他独特特征外，西风龙面部狭窄，上颌骨有一个突出的突起，颧骨上有一个更大的突起，推测一些骨骼可在颅骨内移动。和其它山奔龙亚科一样，西风龙拥有喙齿。

## 分类
几项研究表明本属与奔山龙关系密切，主要是因为两者脸颊上都有突起。由于原始材料过于零散，其他研究难以对其进行分类。掘奔龙与西风龙和山奔龙也有一些共同特征，其中一些可能和穴居相关。21世纪初的系统发育分析将其归入奇异龙科。

## 古生物学
西风龙是种敏捷的两足植食动物，可能像山奔龙和掘奔龙一样穴居。